# .ga

Vlag van Gabon

.ga is het achtervoegsel van domeinnamen van Gabon. Sinds 2013 heeft .ga een overeenkomst met Freenom, het bedrijf achter .tk. Het domein is tegenwoordig gratis te registreren.